# Kínlódj
Kínlódj (ukránul: Кінлодь) falu Ukrajnában, Kárpátalján, a Munkácsi járásban.

## Fekvése
Beregszásztól északnyugatra, Tiszaújfalutól északkeletre fekvő település, 104 méterrel található a tengerszint felett. Határában ömlik a Sztára a Latorcába.

## Nevének eredete
A Kínlódj helységnév eredete magyar, a kínlódik ige felszólító módú alakjából származik. A település a nevét az ott található rossz, nehezen megművelhető talaj miatt kapta.

## Története
Területe a trianoni béke előtt Bereg vármegye Latorcai járásához tartozott. Az első világháborút követően a mesterségesen létrehozott Csehszlovákiához csatolták, majd 1938-tól ismét Magyarországhoz tartozott 1944 őszéig, amikor a szovjet csapatok megszállták.
Ennek következtében 1945-ben az Ukrán Szovjet Szocialista Köztársaság, s ezzel együtt a Szovjetunió részévé vált. Kínlódj a 20. században lett falu, Ignéc külterületi lakott helyéből jött létre. A település 1991 óta a független Ukrajna része.

## Népessége
A falucskának 223 lakosa van.